# 6567 Shigemasa
6567 Shigemasa este un asteroid din centura principală, descoperit pe 16 noiembrie 1992, de Kin Endate și Kazuo Watanabe.